# 高速道路総合技術研究所
株式会社高速道路総合技術研究所（こうそくどうろそうごうぎじゅつけんきゅうしょ、英: Nippon Expressway Research Institute Company Limited）は、NEXCO3社（東日本高速道路〈NEXCO東日本〉・中日本高速道路〈NEXCO中日本〉・西日本高速道路〈NEXCO西日本〉）が共同出資した研究所である。略称はNEXCO総研（ネクスコそうけん）。

## 沿革
- 1956年（昭和31年）4月16日 - 日本道路公団法に基づいて日本道路公団を設立。
- 1957年（昭和32年）9月 - 京都府京都市山科区に名神高速道路試験所（後の高速道路試験所）を開設。
- 1958年（昭和33年）1月 - 滋賀県甲賀郡石部町（現在の湖南市）に石部分室（現在の緑化技術センター）を開設。
- 1964年（昭和39年）9月 - 東京都町田市に高速道路試験所（現在の本社）を移転。
- 1976年（昭和51年）3月 - 静岡県富士市に移転疲労試験機棟を開設。
- 1996年（平成8年）3月 - 静岡県富士市に移動載荷疲労試験機棟を開設。
- 2005年（平成17年）10月1日 - 日本道路公団分割民営化に伴い、同公団の研究業務は中日本高速道路に継承され、同社の中央研究所となる。
- 2007年（平成19年）4月2日 - 中日本高速道路の中央研究所が分離・独立し、東日本高速道路・中日本高速道路・西日本高速道路の共同出資により高速道路総合技術研究所を設立。

## 事業所
- 本社（東京都町田市）
- 緑化技術センター（滋賀県湖南市）
- 疲労試験機棟・移動載荷疲労試験機棟（静岡県富士市）